# Lardeau River
Der Lardeau River ist ein 44 km langer rechter Nebenfluss des Duncan River in der kanadischen Provinz British Columbia. 

## Verlauf
Der Lardeau River bildet den Abfluss des Trout Lake im Norden der Selkirk Mountains. Er fließt in südöstlicher Richtung durch das Gebirge. Der British Columbia Highway 31 folgt dem Flusslauf. Der Lardeau River mündet schließlich unterhalb des Duncan Dam in den Duncan River.

## Hydrologie
Der Lardeau River entwässert ein Areal von etwa 1640 km². Der mittlere Abfluss 3 km oberhalb der Mündung beträgt 58,8 m³/s. Die höchsten Abflüsse werden gewöhnlich im Juni gemessen.